# Victor Bouchard
Pour les articles homonymes, voir Bouchard.
Victor Bouchard (11 avril 1926 - 22 mars 2011,,,) est un pianiste, administrateur et compositeur québécois, aussi notaire de formation. Il travailla étroitement avec Renée Morisset, son épouse (1950), avec qui il a mené une importante carrière de pianiste duettiste (1952-2003), reconnue internationalement.

## Biographie
Victor Bouchard participe à quatre tournées Jeunesses musicales Canada avec sa conjointe Renée Morisset en 1955-1956, 1957-1958, 1961-1962 et 1962-1963.

## Honneurs
- 1964 - Prix Calixa-Lavallée (au duo Bouchard-Morisset)
- 1981 - Membre de l'Ordre du Canada
- 1985 - Officier de l'Ordre du Canada
- 1994 - Chevalier de l'Ordre national du Québec
- 1997 - Académie des Grands Québécois (au duo Bouchard-Morisset)
- 2002 - Médaille Gloire de l'Escolle
- 2004 - Prix d'excellence des Arts et de la Culture dans la catégorie Prix de La Fondation de l'Opéra Québec (au duo Bouchard-Morisset)